# فانغوارد (كاليفورنيا)
فانغوارد (بالإنجليزية: Vanguard, California)‏ هي منطقة سكنية تقع في الولايات المتحدة في مقاطعة فريسنو، كاليفورنيا.  يقدر عدد سكانها   وترتفع عن سطح البحر 77 متر.